# Šalvěj divotvorná
Šalvěj divotvorná (Salvia divinorum) je rostlina z čeledi hluchavkovitých (Lamiaceae). Pro své psychoaktivní účinky jsou užívány listy, obsahující hlavní účinnou látku salvinorin A (a neúčinnou látku salvinorin B). Účinky a délka jejich trvání se mohou výrazně lišit v závislosti na dávce a způsobu užití. Popsanými účinky (narušení pohybové koordinace, zrakové halucinace, zažívání „jiné reality“, pocity empatie, vyrovnanosti nebo naopak zmatení či strachu aj.) se spíše podobá halucinogenním látkám.

## Původ a historie
Tato rostlina pochází z hornaté části jižního Mexika, kde je označována „La Hembra“ (žena). Lidových názvů má však několik: „Hojas de la Pastora“ (přeloženo „pastýřčino listí“), „Hierba de la virgen" („panenské býlí"), další názvy jsou v překladu „panenská tráva“, „nebeský pastýř“ a „Mariina tráva“. V češtině je známa též pod jmény šalvěj aztécká či šalvěj mexická.[zdroj?] Po tisíce let je pěstována v oblasti Oaxaca (pohoří Sierra Mazateca) v Mexiku starým kmenem Mazatéků. Používají ji k rituálním obřadům, podobně jako byly v Mexiku tradičně používány např. psilocybinové houby či peyotl.

## Popis

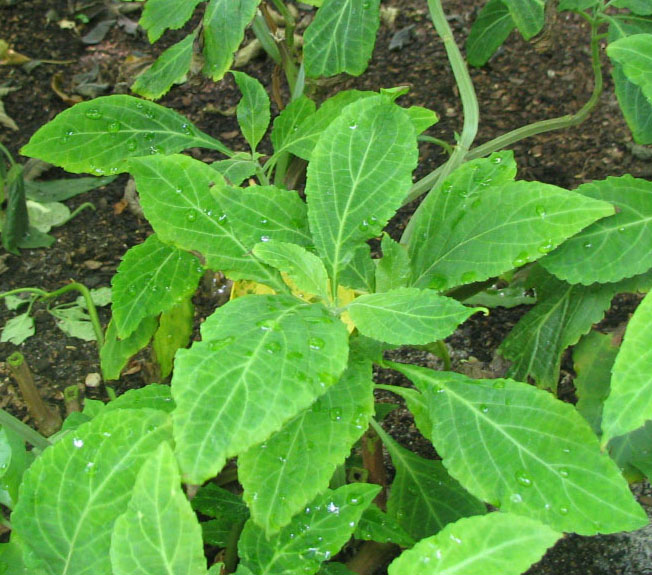
Nekvetoucí jedinci šalvěje divotvorné

Šalvěj divotvorná je víceletá rostlina dorůstající výšky 1 metru s málo větvenou vzpřímenou lodyhou. Na stonku jsou vejčité 15 cm dlouhé listy s pilovitou čepelí. Rostlina kvete v prosinci 15 mm velkými, namodralými květy, které jsou sestaveny v chudých lichopřeslenech dlouhých 40 cm.

## Účinek
Zdrojem psychoaktivních účinků šalvěje divotvorné je bicyklický diterpen salvinorin A. Ten je součástí pryskyřice, která se tvoří pod žláznatými chloupky na listech. Pryskyřice obsahuje také další látky, např. salvinorin B, C či D – ty však nejsou psychoaktivní. Salvinorin A je selektivním inhibitorem kappa-opioidních receptorů a je zatím jedinou známou látkou působící na tyto receptory, která zároveň nepatří mezi alkaloidy. Novější studie rovněž ukázaly slabou interakci Salvinorinu A a endo-kanabinoidního systému.
Účinky v nízkých dávkách jsou zejména zvýšení vizuální představivosti, pocity empatie, záchvaty smíchu a narušení pohybové koordinace. Časté jsou také pocity, kdy uživatele „něco“ táhne do strany, změní se směr a síla gravitace, nebo tělo obklopí pevná neviditelná krusta. Vysoké dávky jsou charakteristické prohloubením optických halucinací (až na hranici ztráty kontaktu s realitou a úplným pohlcením vizemi), cestováním časem, disociací (rozpuštěním) osobnosti, případně spirituálními zážitky.

## Užívání

### Žvýkání
Podle původního rituálu Mazatéků se listy žvýkají. Ze sežvýkaných listů se poté postupně uvolňuje účinná látka salvinorin A. Tento způsob užití má své výhody i nevýhody: z rozžvýkaných listů se uvolňují látky postupně a přímo na ústní sliznici, kde začínají působit asi po 10 minutách a účinek trvá přibližně 1 – 3 hodiny; tento způsob užití je ale značně nepříjemný, protože šalvěj nemá zrovna nejlepší chuť a také účinky drogy nejsou tak silné. Doporučené dávky kolísají od pěti párů lístků (tj. deseti lístků) až ke 120 párům (ať už se jedná o lístky šalvěje či houbičky, Mazatékové je vždy počítají a přijímají v párech). Dávka 25 párů (50 lístků) je patrně průměrná, i když na ni člověk potřebuje velký keřík či několik malých, aby rostlinu zcela neoškubal. Protože lístky jsou různě velké, je asi lepší měřit dávky váhově – 100 g listů by na psychedelický zážitek mělo plně postačit.

### Kouření

Salvinorin A – účinná látka obsažená v šalvěji divotvorné

Aneb způsob užívání „západního světa“. Tento způsob je pro organismus škodlivější (vlivem kouře, který jde do plic), nicméně se pro dosažení žádaného stavu používá častěji – aktivní látky se do organismu zapojují okamžitě (30–60 sekund) a stav euforie je mnohem silnější než u způsobu žvýkání čerstvých listů. Účinek mizí do 10–30 minut, při vysokých dávkách i déle, poté je možné užít další dávku. I když je možné kouřit samotné listy, pro dosažení silnějšího a rychlejšího účinku se obvykle užívá laboratorní extrakt (5x, 10x, 20x i vícenásobně silnější) a to obvykle z bonga. Ostatní způsoby kouření jsou méně účinné nebo zcela neúčinné. Nejlepší je používat tryskový zapalovač, jelikož se nejvíce salvinorinu uvolňuje při teplotě, které se může dosáhnout pouze zapalovačem tryskovým (vyšší teplota).

### Hlavní rizika užívání
Rizika užívání této drogy jsou spojena s obtížností odhadu množství účinné látky v aplikované dávce. To platí zejména pro užití kouřením, kdy účinky nastupují rychleji, jsou silnější a trvají kratší dobu než při orálním užití. Při aplikaci vysokých dávek jsou hlavním nebezpečím úrazy vyplývající ze zhoršené pohybové koordinace (dopravní nehody, pády z výšek apod.). Proto je vhodné, aby při aplikaci byla vedle užívajícího ještě další střízlivá osoba schopná v případě nevolnosti nebo problému včas zasáhnout a pomoci. Je znám zatím pouze jeden případ, kdy užití šalvěje vyvolalo dlouhotrvající psychózu. Účinná látka salvinorin A podle některých zdrojů není návyková anebo je její potenciál pro návyk nízký.

### Účinná dávka
Obsah salvinorinu A v usušených listech je velmi nízký, asi 1–4 mg/g. Největší potence dosahují listy v letních měsících.[zdroj?] Průměrná účinná dávka salvinorinu A však je velmi nízká a pohybuje se v rozmezí pouhých 0,2–0,5 mg, což z něj jakožto z chemické látky činí nejsilnější přírodní halucinogen vůbec.

## Legalita a právo
V České republice nejsou k dispozici ověřené informace o rozšíření užívání šalvěje divotvorné, a to ani v populačních skupinách s vyšší prevalencí užívání psychoaktivních látek (např. mezi návštěvníky tanečních akcí). Internetové zdroje vypovídají spíše o sporadicky se vyskytujících individuálních experimentech s touto rostlinou a jejími extrakty. Na výskyt užívání šalvěje divotvorné v ČR upozornil denní tisk v r. 2006; informace o užívání se v médiích objevují opakovaně – podle některých zdrojů pozorují nárůst zájmu o šalvěj divotvornou lékárníci.
Šalvěj divotvorná (ani hlavní účinná látka, salvinorin A) nejsou zařazeny na seznamy omamných a psychotropních látek podle mezinárodních úmluv OSN o kontrole drog. Některé státy v uplynulých letech již podřídily šalvěj divotvornou nebo salvinorin A systému kontroly podle svých právních řádů. Austrálie zařadila jak rostlinu, tak její hlavní účinnou látku na seznam nejpřísněji regulovaných drog v roce 2002, a učinila tak protiprávním její prodej i přechovávání. Z dalších států postupovaly obdobně Dánsko v roce 2003, Itálie v roce 2005, Švédsko a Belgie v roce 2006 a Německo v roce 2008. Legalita v USA se velmi liší dle jednotlivých států.
22. dubna 2011 byl zákonem č. 106/2011Sb. zařazen salvinorin A do přílohy č. 4 zákona o návykových látkách (167/1998Sb.). V současné době je tedy v České republice ilegální jak držení látek obsahujících salvinorin A (suché listy, extrakty) tak i pěstování samotné šalvěje divotvorné.